# Joystick

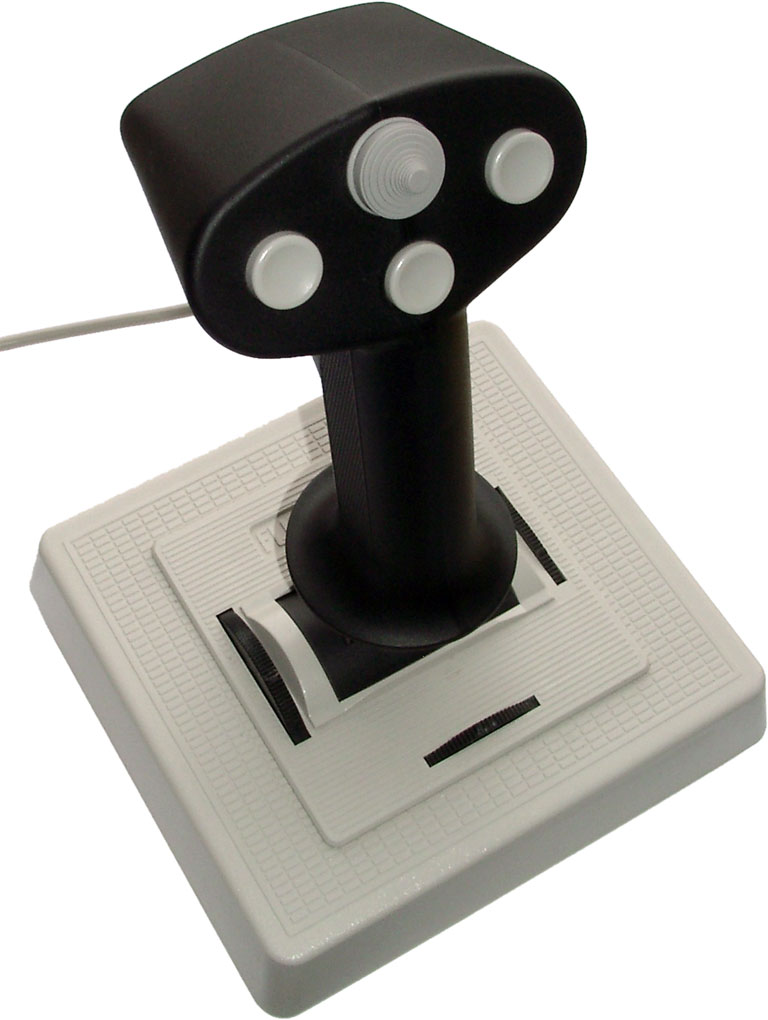
Analoger Joystick für Flugsimulatoren (2004)

Ein Joystick [ˈdʒɔɪˌstɪk] (veraltet auch Spielhebel, von englisch joy ‚Freude‘ und stick ‚Stock‘) ist ein Eingabegerät für Computer und Spielkonsolen. Der Ausdruck „Joystick“, der erst mit der Nutzung der Technik für Computerspiele aufkam, wird daneben heute häufig auch im übertragenen Sinn für Kreuzhebel zur Steuerung von Geräten und Fahrzeugen außerhalb der Computertechnik verwendet (siehe Joysticksteuerung).
Der Joystick ist dem Steuerknüppel eines Flugzeugs oder dem Gangschaltungshebel eines Autos nachempfunden und dient zur Bewegung von Spiel- und Steuerelementen in der EDV. Das kann die Steuerung eines Fahrzeugs oder Flugzeugs sein, die Bewegung einer Person oder die Positionierung eines Cursors auf dem Bildschirm. Die meisten Joysticks haben eine oder mehrere Drucktasten („Feuerknopf“) am Gehäuse oder Steuerhebel.
Oft ist neben den Feuertastern auch ein Schubregler vorhanden, bei einigen Joysticks zusätzlich ein kleinerer „Ministick“ oder „Cooliehat“ etwa an der Spitze des Joysticks, mit dem während des Spiels die Blickrichtung geändert oder geregelt wird. Viele Joysticks sind außerdem mit Force-Feedback ausgestattet, einer Funktion, die das Spielgeschehen (beispielsweise holpriges Gelände oder bei Flugsimulationen die Ruderkräfte) durch Bewegungen oder, bei billigen Joysticks, durch Vibrationen für den Spieler fühlbar macht.

## Geschichte

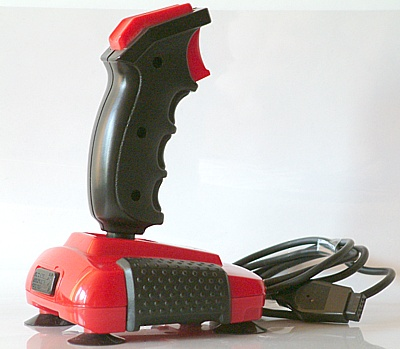
Der Quickshot II Turbo von Spectravideo, ein in den 1980er Jahren weit verbreiteter Digitaljoystick für Heimcomputer

Der Ursprung des Joysticks dürfte in den rein elektrischen, pneumatischen oder mechanischen Steuerelementen und Schaltreglern mittels Kreuzhebeln liegen, etwa bei Lokomotiven, Bergbaugerät oder Getrieben („Joysticksteuerung“). Kreuzhebel gleichen Joysticks insofern, als sie ebenfalls einen in vier Richtungen kippbaren senkrechten Hebel aufweisen, der zur Steuerung dient. Die ersten bekannten Kreuzhebel zur elektrischen Fernsteuerung finden sich im militärischen Bereich zur Zeit des Zweiten Weltkriegs. Die deutsche Luft-Luft-Rakete X4 und die gelenkte Bombe Fritz X wurden mit Kreuzhebeln, damals als „Kommandogeber mit einem beweglich gelagerten Lenkstab“ bezeichnet, vom einsetzenden Flugzeug aus gesteuert. Die Geräte waren noch komplex, die elektromechanische Signalabtastung allerdings funktionsfähig.
Im Nachkriegsdeutschland findet man den weiterentwickelten Kreuzhebel bald in der Steuerung der Panzerabwehrwaffe MBB COBRA wieder, auch Industrieanlagen, Kräne, Walzanlagen und schließlich auch Modellflugzeuge werden ferngesteuert. Die Fernsteuerungen im Modellbau enthalten, entgegen dem einzelnen Joystick der EDV, in der Regel zwei analoge Hebel zur beidhändigen Bedienung. Alternativ findet sich auch schon früh der dreiachsige Joystick mit Abtastung der Drehbewegung (Drehscheibe an der Spitze des Joysticks) und zusätzlichem Schubregler.

## Technik

Elemente eines Joysticks: 1) Griff 2) Sockel 3) Feuerknopf 4) Zusatzknöpfe 5) Autofeuer-Schalter 6) Schubregler 7) Cooliehat 8) Saugnapf

Es gibt zwei grundlegende Varianten von Joysticks, zum einen in digitaler und zum anderen in analoger Ausführung. Zur Unterscheidung muss hier die Art der Betätigung herangezogen werden. Als digital gilt der Joystick, der nur Schaltkontakte mit An- und Aus-Signal verarbeitet. Als analog betrachtet man auch einen Joystick, der ggf. eine digitale Schnittstelle wie USB verwendet, aber dennoch eine Auswertung der Betätigungskraft bzw. des Auslenkungswinkels vornimmt.

### Digitaler Joystick
Die Ausrichtung des Steuerknüppels wird über vier einzelne elektrische Kontakte oder optische Signalgeber erfasst. Eine Messung von Auslenkungswinkel oder Betätigungsdruck findet nicht statt. Zunächst waren einfache Metallzungen oder "Schnappscheiben" üblich, später wurden diese weitgehend durch Mikroschalter abgelöst. Es werden nur die Zustände aus oder an erkannt. Somit sind vier Bit an Informationsverarbeitung für die Richtungsbestimmung notwendig. Die Diagonalen werden per logischer Verarbeitung durch Kontakt zweier Signalgeber in Software oder Hardware erfasst. Die Auslenkung in die vier beziehungsweise acht Himmelsrichtungen lassen sich durch logische Verknüpfungen der vier Bit verarbeiten. In den 1980ern gab es gelegentlich auch digitale Joysticks mit acht Kontakten unter dem Hebelmechanismus und somit sechzehn möglichen Himmelsrichtungen. Hinzu kommen dann noch die Signale für die Feuerknöpfe mit je einem Bit.
Digitale Joysticks sind im Vergleich zur analogen Variante einfacher und meist auch mechanisch robuster aufgebaut, da keinerlei Potentiometer oder Stromversorgung benötigt wird. Sie sind bei älteren Videospielkonsolen und frühen Heimcomputern sehr verbreitet.

### Analoger Joystick
Bei analogen Joysticks wird zusätzlich zur Richtung auch der Auslenkungswinkel der Achsen gemessen. Dies geschieht durch Potentiometer oder verschleißfrei über optische Sensoren bzw. über Messung der magnetischen Feldstärke. Dazu werden üblicherweise Drehpotentiometer, Lichtschranken oder Magnetsensoren eingesetzt. Diese Analogspannungen werden dann entweder im Joystick oder im PC in digitale Signale umgewandelt. So werden pro Achse typischerweise Werte mit 8 Bit (also 256 mögliche Zustände) oder sogar bis 16 Bit (mit 65536 möglichen Zuständen) erzeugt. In der Regel existieren zwei Achsen, um nach links/rechts sowie oben/unten zu steuern. Manche neueren Joysticks haben außerdem noch eine dritte Achse, z-Achse genannt, die durch Drehen des Joysticks gemessen wird.
Bei PCs fanden ursprünglich analoge Joysticks Anwendung, da die Schnittstelle ebenfalls analog war. Es gab separate Joystickkarten, meist waren die 15-poligen D-Sub-Anschlüsse auch auf den Soundkarten vorhanden. Für die PCs gab es auch digitale Joysticks, die mit einfachen Schaltern ausgestattet waren und dann intern mit Transistoren die analogen (End-)Pegel erzeugten. Diese arbeiteten dann entsprechend nur digital.

### Force Feedback
Force Feedback ist eine zusätzliche Technologie, die grundsätzlich bei beiden vorgenannten Varianten vorkommen kann. Bei Force-Feedback-Joysticks werden etwa holprige Bodenbeläge, ggf. Beschuss und Steuerkräfte simuliert und als mechanische Rückkopplung in Form von Ruckeln oder leicht-/schwergängigem Lenkrad/Flightstick an den Spieler zurückgegeben (Feedback). Dabei kommen Elektromotoren oder Hydraulik- oder Pneumatikzylinder zum Einsatz, die bei professionellen Simulatoren über 150 N erzeugen können, um das Fluggefühl so realistisch wie möglich zu gestalten.

## Nutzung
Eingesetzt werden Joysticks heute nicht nur zur Steuerung von Computerspielen, sondern auch als Sidestick in modernen Flugzeugen mit Fly-by-wire-Steuerung, als Schalt- oder Steuerhebel zur Fernsteuerung von Waffen, Robotern und Baukränen, Landmaschinen und vielen anderen Anwendungen. Auch Autos könnten anstatt des Lenkrads mittels Joysticks gelenkt werden. Es gab bereits Prototypen dieser Autos, durchgesetzt haben sie sich nicht.
Analoge Joysticks wurden und werden klassischerweise, aus dem CAD-Bereich kommend, vor allem an PCs und Apple-Computern genutzt. Einfachere digitale Joysticks fanden sich bei Atari, Commodore, Schneider etc. Die Gamepads vieler Spielkonsolen sind in ihrem inneren Aufbau und ihrer Funktion den Joysticks sehr ähnlich. Gleiches gilt für dreidimensional frei bewegliche Steuerungen, etwa zur Simulation der virtuellen Realität.
Heimcomputer waren meist von Haus aus mit einem oder mehreren Anschlüssen für Joysticks ausgerüstet. Beim PC erfolgte der Anschluss über einen speziellen Gameport (oft als Zusatz an der Soundkarte), inzwischen werden die meisten Joysticks über den flexibleren USB-Port angeschlossen. Das behebt diverse Kompatibilitätsprobleme mit älteren Soundkarten (ISA-Bus).
Zu Beginn des 21. Jahrhunderts verlor der Joystick bei der PC-Spielesteuerung zugunsten von Gamepads und spezialisierteren Eingabegeräten an Bedeutung. Für Fahrsimulationen werden z. B. Eingabegeräte in Form eines Lenkrades angeboten, für Flugsimulatoren gibt es sogenannte Flightsticks, die neben verschiedenen Schubreglern auch eine Rudersteuerung aufweisen können und zumeist die Bedienung mehrerer Funktionen zulassen, ohne dass die Hände vom Flightstick genommen werden müssen (HOTAS-Prinzip).
Neben Einstellknöpfen, -rädern und -wippen sowie berührungsempfindlichen Bildschirmen haben sich auch Miniatur-Joysticks als Bedienungselemente für die effiziente Handhabung von Kameras etabliert.